# Collierville (Tennessee)
Pour la census-designated place de Californie, voir Collierville (Californie).
La ville de Collierville est située dans le comté de Shelby, dans l’État du Tennessee, aux États-Unis. Sa population s’élevait à 43 965 habitants lors du recensement de 2010, estimée à 50 286 habitants en 2017.

## Histoire
Un fusillade a lieu à Collierville dans un magasin de la chaîne d'alimentation Kroger, le 23 septembre 2021. La fusillade de Collierville a fait un mort et quatorze blessés.